# Nystalea guttulata
Nystalea guttulata är en fjärilsart som beskrevs av William Schaus 1901. Nystalea guttulata ingår i släktet Nystalea och familjen tandspinnare. Inga underarter finns listade i Catalogue of Life.